# نينوسلاف مارينا
نينوسلاف مارينا (ولد في سكوبيه في مقدونيا في 25 سبتمبر 1974 ) هو رئيس جامعة العلوم وتكنولوجيا المعلومات التي تقع في أوخريد في مقدونيا.

## حياته
بعد إكماله لدراسته الجامعية في كلية الهندسة الكهربائية في جامعة أوكيم (UKIM) سكوبيه، بعد ذلك حصل على درجة الدكتوراه من المعهد الاتحادي السويسري للتكنولوجيا في لوزان (École Polytechnique Fédérale de Lausanne) في 2004. تناولت أطروحته بالشراكة مع مركز أبحاث نوكيا في هلنسكي موضوع نظرية المعلونات وتطبيقات الاتصالات اللاسلكية. بين 2005 و2007 كان نينوسلاف مدير البحث والتطوير في سوون للتكنولوجيا. بعد ذلك من 2008 وإلى 2009 عمل كباحث ما بعد الدكتوراه في جامعة أوسلو. بين 2010 و2012 كان باحثاً زائراً لما بعد الدكتوراه في منشأة البحوث في جامعة برينسيتون، واستمر بعد ذلك في دامعة برينسيتون.

## الإنجازات العلمية
الأستاذ مارينا هو أستاذ زائر في أكثر من 20 جامعة في العديد من الدول مثل الولايات المتحدة، واليابان، والمملكة المتحدة، وإسرائيل، وروسيا، والبرازيل، وهونغ كونغ، والنرويج، وفنلندا، والبرتغال، وجمهورية التشيك. للأستاذ سجل متميز وخبرة في جمع التمويلات من خلال أدوات التمويل العام في الأوساط الأكاديمية والصناعية بما فيها برنامج CTI السويسري وبرنامج NSF السويسري والمفوضية الأوروبية ووكالة الفضاء الأوروبية. الأستاذ أيضاً مُقيِّمٌ خبير ومراجع في إطار برنامجي المفوضية الأوروبية السادس والسابع. الأستاذ مارينا هو عضو رئيسي في معهد مهندسي الكهرباء والإلكترونيات (IEEE)، وأحد مؤسسي الفرع المقدوني لجمعية نظرية المعلومات من IEEE.